# Monika Veselovski
Monika Veselovski (in serbo Моника Веселовски?; Novi Sad, 1º dicembre 1977) è un'ex cestista serba.
Alta 183 cm, giocava come guardia.

## Carriera

### Nei club
Nel 2007-2008 veste la maglia dell'Hondarribia-Irún.
Nel 2012-13 gioca a Priolo Gargallo, a cui si aggrega a novembre.

### In Nazionale
Ha disputato i Campionati europei del 2001 e i Campionati mondiali del 2002 con la Jugoslavia, i Campionati europei del 2005 con la Serbia e Montenegro e i Campionati europei del 2007 con la Serbia.

## Statistiche

### Presenze e punti nei club
Dati aggiornati al 30 giugno 2013
| Stagione        | Squadra            | Competizione | Partite | Partite | Partite | Statistiche tiro | Statistiche tiro | Statistiche tiro | Altre statistiche | Altre statistiche | Altre statistiche | Altre statistiche | Altre statistiche |
| Stagione        | Squadra            | Competizione | Pres.   | Titol.  | Minuti  | Tiri da 2        | Tiri da 3        | Liberi           | Rimb.             | Assist            | Rubate            | Stopp.            | Punti             |
| --------------- | ------------------ | ------------ | ------- | ------- | ------- | ---------------- | ---------------- | ---------------- | ----------------- | ----------------- | ----------------- | ----------------- | ----------------- |
| 2007-2008       | Hondarribia Irún   | LF           | 26      |         | 638     | 38/89            | 23/75            | 49/62            | 58                | 40                | 15                | 0                 | 194               |
| nov. '12-'13    | Isab Energy Priolo | Serie A1     | 18      | 18      | 578     | 51/115           | 19/60            | 43/51            | 68                | 26                | 27                | 0                 | 202               |
| Totale carriera |                    |              |         |         |         |                  |                  |                  |                   |                   |                   |                   |                   |